# Batalla de Fincíada
La batalla naval de Fincíada va ser una batalla de la Primera Guerra Púnica que va tenir lloc el 249 aC prop de la moderna Licata, al sud de Sicília, entre les flotes de Cartago sota el comandament de Cartaló i les de la República Romana sota Luci Juni Pul·lus. La flota cartaginesa havia interceptat la romana a Fincíada, i l'havia obligat a cercar refugi. Cartago, que va sentir l'advertència dels seus navegants sobre les imminents tempestes, es va retirar a l'est per evitar el canvi de temps que s'apropava. La flota romana no va prendre cap precaució i posteriorment va ser destruïda amb la pèrdua de tots els vaixells menys dos. Els cartaginesos van explotar la seva victòria atacant les costes d'Itàlia romana fins al 243 aC.

## La batalla
Segons Polibi, les naus exploradores romanes van alertar la seva flota a temps perquè les naus capgiressin, evitessin l'enfrontament amb la flota superior cartaginesa i naveguessin cap a l'est fins a la ciutat de Fincíada. La ciutat no tenia port, per això els vaixells romans es van refugiar al llarg d'alguns rierols i roques que desembocaven al mar. Els romans van obtenir manganells i catapultes de la ciutat, i les van col·locar als turons i roques per protegir la flota. Quan va arribar la flota cartaginesa, Cartago es va acostar a la flota romana esperant que les tripulacions romanes entressin en pànic i abandonessin els seus vaixells, però es van mantenir ferms i es va acostar amb la intenció de bloquejar-los. No obstant, després de veure els seus preparatius defensius, va optar per no posar en perill els seus vaixells, va aconseguir capturar alguns dels transports romans, després va navegar fins a la desembocadura d'un riu proper, va ancorar els seus vaixells i va esperar que els romans tornessin a salpar.